# Challenger de Santo Domingo 2017
El torneo Milex Open 2017 fue un torneo profesional de tenis. Perteneció al ATP Challenger Series 2017. Se disputó en su 3.ª edición sobre superficie tierra batida, en Santo Domingo, República Dominicana, entre el 14 y el 19 de agosto de 2017.

## Jugadores participantes del cuadro de individuales
| Favorito | País                               | Jugador          | Rank1 | Posición en el torneo |
| -------- | ---------------------------------- | ---------------- | ----- | --------------------- |
| 1        | Bandera de Bosnia y Herzegovina    | Damir Džumhur    | 73    | FINAL                 |
| 2        | Bandera de España                  | Nicolás Almagro  | 81    | Segunda ronda         |
| 3        | Bandera de Argentina               | Guido Pella      | 92    | Cuartos de final      |
| 4        | Bandera de la República Dominicana | Víctor Estrella  | 107   | CAMPEÓN               |
| 5        | Bandera de Noruega                 | Casper Ruud      | 111   | Cuartos de final      |
| 6        | Bandera de Colombia                | Santiago Giraldo | 118   | Segunda ronda, retiro |
| 7        | Bandera de Chile                   | Nicolás Jarry    | 138   | Semifinales           |
| 8        | Bandera de Portugal                | Gastão Elias     | 173   | Semifinales           |

- 1 Se ha tomado en cuenta la clasificación del 7 de agosto de 2017.

### Otros participantes
Los siguientes jugadores recibieron una invitación (wild card), por lo tanto ingresan directamente al cuadro principal (WC):
- Roberto Cid Subervi
- Nick Hardt
- José Olivares
- Charles Force

Los siguientes jugadores ingresan al cuadro principal tras disputar el cuadro clasificatorio (Q):
- Carlos Boluda-Purkiss
- Juan Ignacio Londero
- Jorge Montero
- Cristian Rodríguez

## Campeones

### Individual Masculino
- Víctor Estrella derrotó en la final a  Damir Džumhur, 7–6(4), 6–4

### Dobles Masculino
- Juan Ignacio Londero /  Luis David Martínez derrotaron en la final a  Daniel Elahi Galán /  Santiago Giraldo, 6–4, 6–4